# Mythen
Les Mythen sont une montagne des préalpes suisses qui se compose de deux pyramides : le Grand Mythen, 1 898 m d'altitude, et le petit Mythen, 1 811 m, ainsi que son sommet secondaire, le Hagenspitz 1 761 m.
Les Mythen sont le symbole du canton de Schwytz.

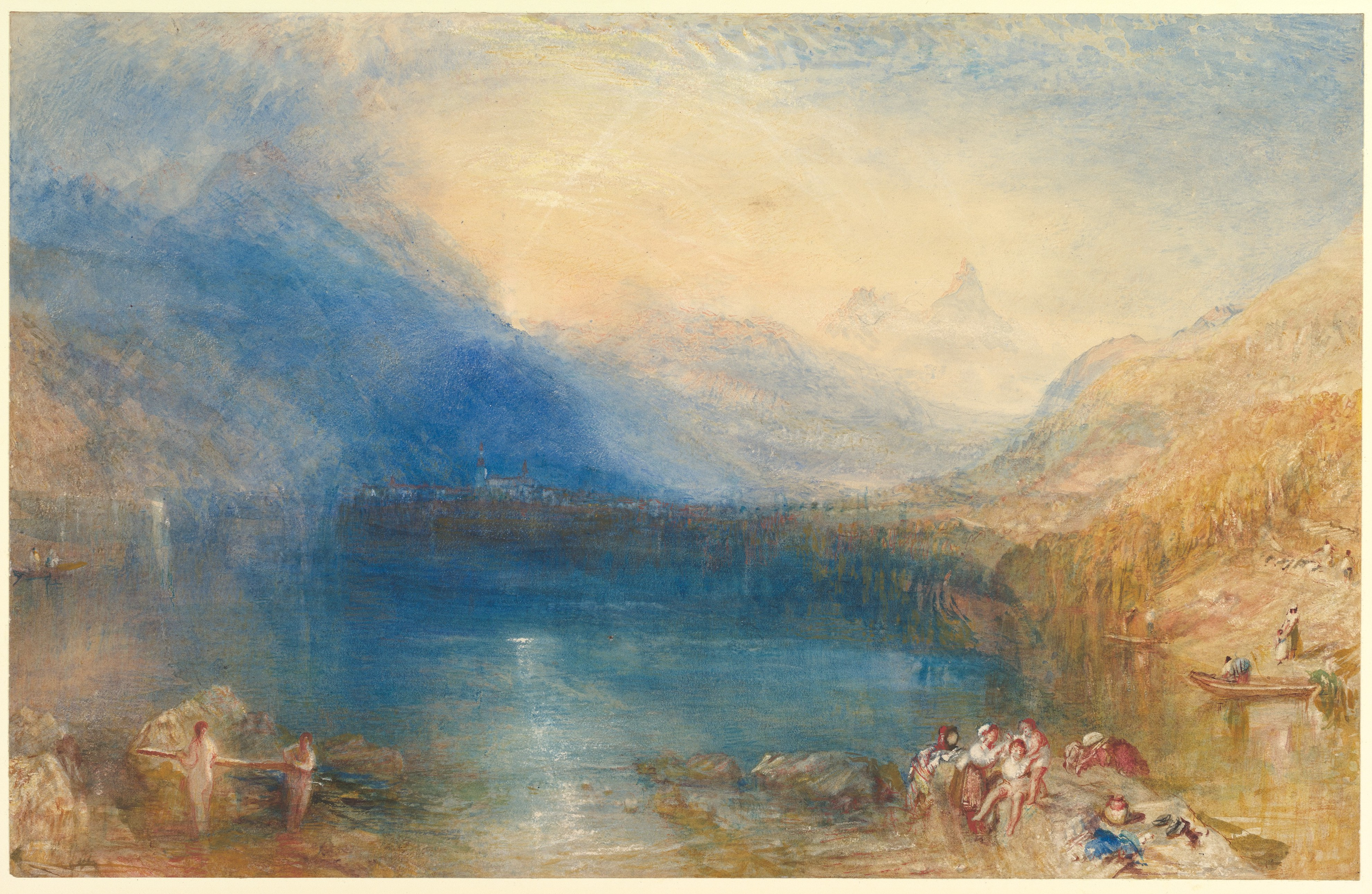
Le Lac de Zoug, William Turner, 1843. Metropolitan Museum, New York.

De retour de son long séjour dans les Alpes suisses, le peintre William Turner a sollicité des clients pour que de grandes aquarelles soient basées sur ses croquis du voyage. Le Lac de Zoug a été commandée par Hugh Andrew Johnstone Munro de Novar en 1843, et a ensuite appartenu à John Ruskin. Le soleil se lève entre les montagnes Rossberg et Mythen derrière la ville d'Arth.